# Elda Industrial Club de Fútbol
El Elda Industrial CF es un club de fútbol de España, creado en la ciudad de Elda, provincia de Alicante. Fue fundado en 1967 y en mayo de 2019 se fusionó con el Idella Club de Fútbol dando lugar al Élitei Project Club de Fútbol. Actualmente el equipo juega en Regional Preferente.

## Historia
El club fue fundado en 1967. Tomó el nombre de su ciudad, Elda, y el apelativo de Industrial, debido a la gran época de apogeo económico que se vivía gracias a la industria del calzado. No obstante, la trayectoria del equipo fue muy breve. Tan solo jugó en la temporada 1968/69 y después cesó en la competición, debido a que gran parte de sus jugadores pasaron a la plantilla de otro equipo local.
En el año 2012 el equipo vuelve a tener actividad deportiva, comenzando su andanza en la categoría más baja, Segunda Regional. La temporada 2012/13 quedan campeones de grupo y consiguen el ascenso a Primera Regional. Años más tarde, en la temporada 2014/15 vuelven a quedar campeones y ascienden a Regional Preferente.
Durante la primavera de 2015, el Elda Industrial está llevando a cabo una estrecha colaboración con el Club Deportivo Eldense, en vistas a formar una cantera infantil común, así como para llegar a un acuerdo para ser club filial del mismo.

## Estadio

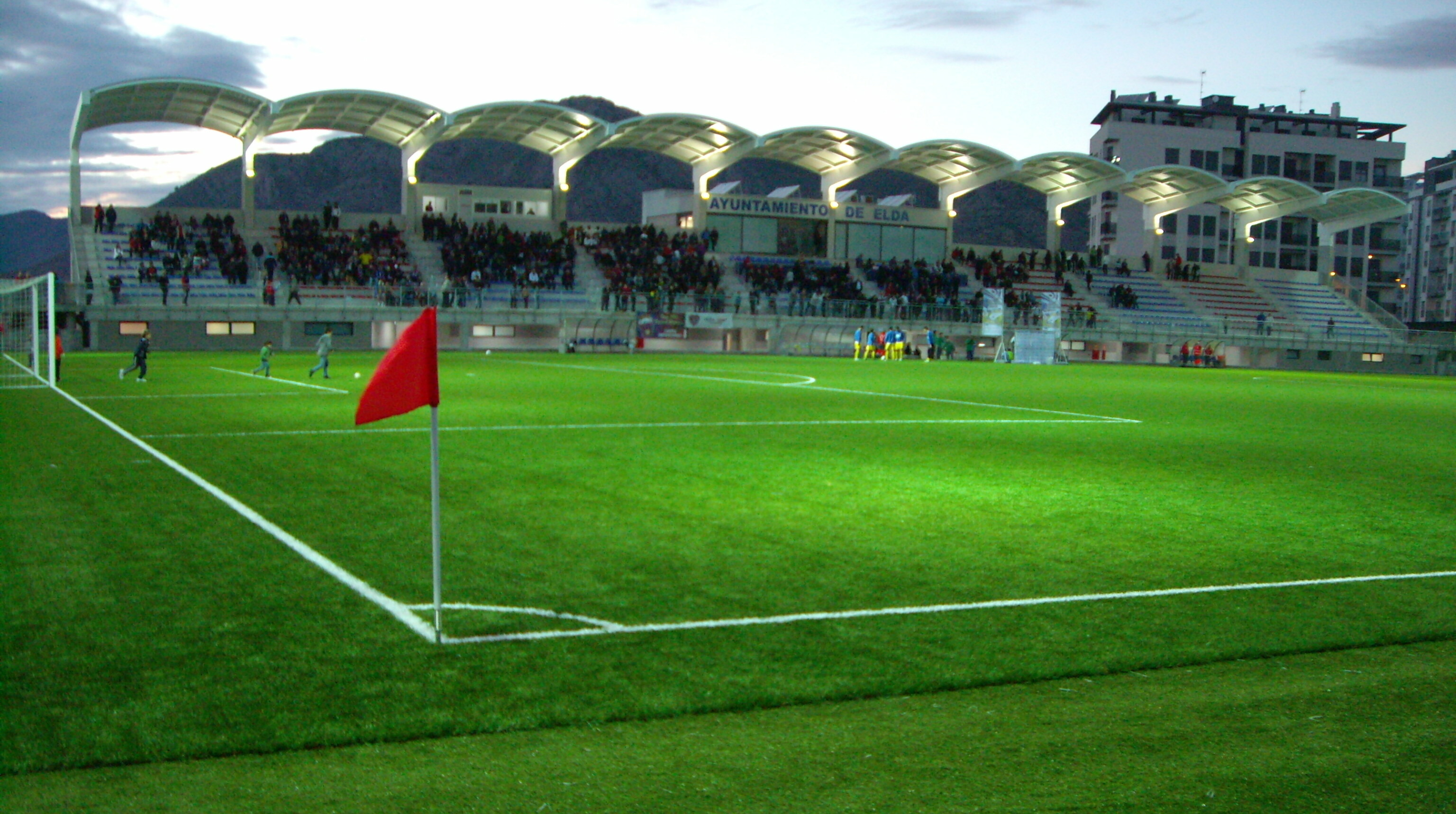
Nuevo Pepico Amat

Desde la temporada 2013/14 disputa sus encuentros en el Estadio Municipal Nuevo Pepico Amat de Elda, que comparte con el CD Eldense. Es un estadio de césped artificial, con cuatro gradas uniformes y una tribuna cubierta con palcos vip. Tiene una capacidad de 4000 espectadores sentados con asientos individuales, con capacidad para ser ampliado en el futuro. Está catalogado con la categoría de estadio de 2 estrellas de la FIFA. Se encuentra situado en la C/ Heidelberg, próximo a la Av. de Ronda.

## Palmarés
- 2012/13: Campeón de Liga en el Grupo XII de Segunda Regional y ascenso a Primera Regional.
- 2014/15: Campeón de Liga en el Grupo VI de Primera Regional y ascenso a Regional Preferente.

## Polémica
En diciembre de 2014, un empresario italiano afincado en Alicante, Rocco Arenas, se convirtió por sorpresa en presidente del club. Su intención era la de "convertir al club en un equipo de 2ªB en 3 o 4 años". La primera medida fue el despido injustificado del entrenador del primer equipo, ante el cual hubo un plante general de la plantilla de jugadores. Finalmente hubo una reunión entre plantilla y directiva, a través de la cual el empresario italiano decidió abandonar el club y restablecer la situación inicial previa a su llegada.